# Winnebagokriget
Winnebagokriget kallas de våldsdåd som några winnebagos begick mot den bofasta befolkningen i nuvarande Wisconsin 1827 samt den amerikanska motreaktionen på dessa.

## Bakgrund

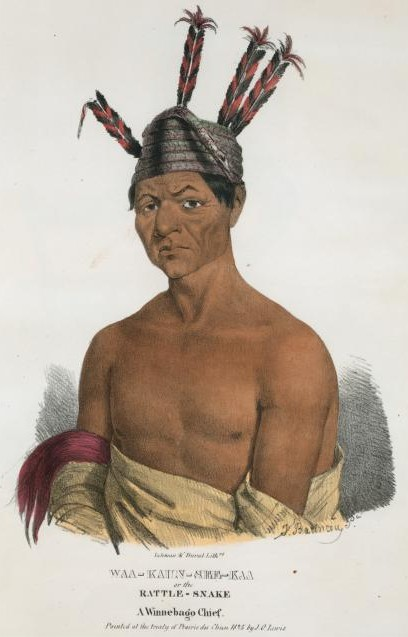
Waukon Decorah, en winnebagoledare som ville undvika krig och överlämnade Red Bird till amerikanerna.

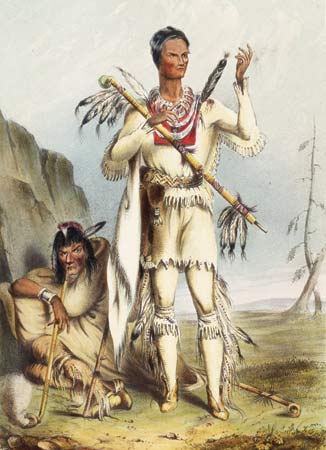
Red Bird (stående) uppklädd i sin finaste utstyrsel, innan han överlämnades till de amerikanska militärmyndigheterna.

På våren 1826 blev en kanadensare, hans indianska hustru och deras barn mördade när de framställde lönnsirap norr om Prairie du Chien. Mördarna antogs vara ett krigarfölje av winnebago och två misstänkta winnebagomän greps av milisen i Prairie du Chien, som förde dem till Fort Crawford, där de snart rymde. Kommendanten tog gisslan bland oskyldiga winnebagos och krävde att de skyldiga skulle överlämna sig. Rykten började spridas om att fortet skulle anfallas för att frita gisslan och amerikanska förstärkningar sändes från Fort Snelling. Slutligen överlämnade sig två män vilka skulle rannsakas.
På hösten 1826 överfördes garnisonen i Fort Crawford till Fort Snelling där fler trupper behövdes för att förhindra krig mellan dakota och ojibwa. De två misstänkta mördarna överfördes också dit. På våren 1827 hade dakota mördat en grupp ojibwa och Fort Snellings kommendant, överste Josiah Snelling, lät gripa mördarna och överlämna dem till ojibwa, som omedelbart dödade dem. Dakota spred nu ryktet att även de misstänkta winnebagomännen hade överlämnats till ojibwa och dödats. Samtidigt berättades att några winnebagokvinnor hade blivit våldtagna av en flodbåtsbesättning. Winnebago, som redan var uppretade över amerikanska intrång på sina marker vid blygruvorna i södra Wisconsin, trodde gärna på dessa rykten och då de tolkade tillbakadragandet av garnisonen från Fort Crawford som ett svaghetstecken, började några av dem förbereda sig för ett krig mot amerikanerna.

## Våldsdåden
På sommaren 1827 överföll en winnebago vid namn Red Bird, tillsammans med två andra winnebagomän, Francois Registre Gagnier och hans familj och dödade fadern och drängen, medan modern och den lilla sonen undkom. Den lilla dottern, som låg i vaggan, blev skalperad, men undkom med livet. Något senare genomförde ett halvtannat hundratal (150) winnebagos ett eldöverfall på två amerikanska båtar på Mississippi och lyckades döda två och såra fyra båtmän. De fientliga winnebagos fick inget stöd av andra indianska nationer eller ens av andra winnebagogrupper.

## Amerikansk motreaktion
Våldsdåden skapade panik bland de amerikanska bosättarna i Wisconsin och många flydde söderut. Lewis Cass, som då var territoriets guvernör, befann sig i Green Bay, Wisconsin för förhandlingar med indianerna. För att förhindra att andra grupper slöt sig till de fientliga winnebagos sammankallade han omedelbart områdets indianska befolkning och delade ut gåvor och mat, medan de indianska ledarna varnades för att delta i striderna. Samtidigt mobiliserades den amerikanska milisen både i Wisconsin och Illinois och förstärkningar sändes från den reguljära arméns garnisoner vid Fort Snelling, Green Bay och Missouri. Även indianska hjälptrupper organiserades. De fientliga winnebagos hade samlats i närheten av vad som idag är Portage, Wisconsin och dit koncentrerades de amerikanska styrkorna. När de amerikanska trupperna anlände överlämnade winnebagos Red Bird och fem andra män till dem. Därmed var kriget slut.

## Efterspel

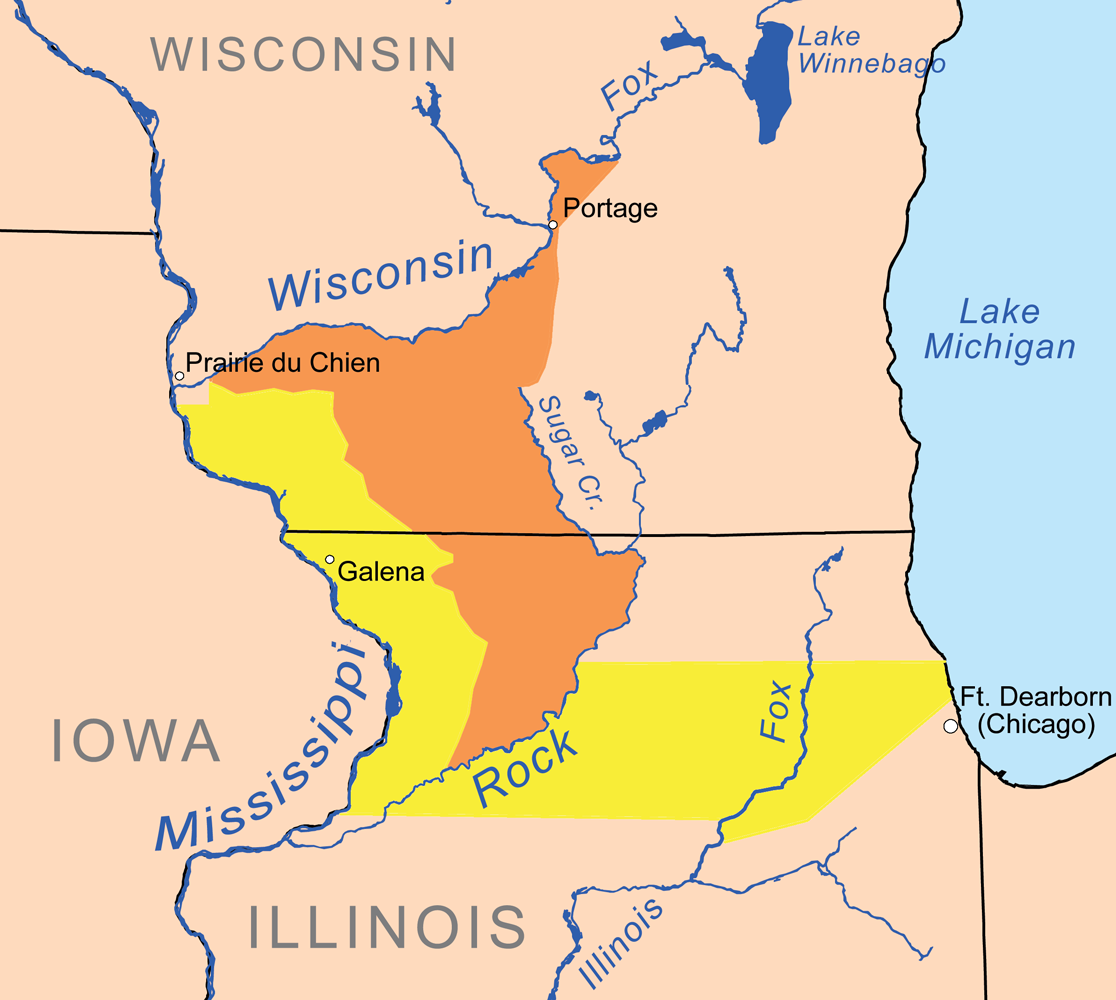
Landavträdelser genom fördraget i Prairie du Chien 1829. Winnebagos landavträdelser i orange.

Red Bird dog i fångenskap, men två andra winnebagos rannsakades 1828 för sitt deltagande i morden på Gagnier och hans dräng. De fälldes och dömdes till döden men, medan deras advokater förberedde ett överklagande, blev de benådade av president John Quincy Adams. Tre winnebagos, som var anklagade för delaktighet i eldöverfallet mot flodbåtarna, släpptes på grund av brist på bevis, liksom de två winnebagos som suttit fängslade sedan 1826 för mordet på den kanadensiska familjen. Med Winnebagokriget som förevändning tvingade den amerikanska regeringen fram ett fördrag 1829 genom vilket winnebagos måste avstå stora delar av sitt bosättningsområde i Wisconsin och Illinois.